# Temnadenia
Temnadenia es un género de fanerógamas de la familia Apocynaceae. Contiene unas 30 especies. Es originario de Sudamérica donde se distribuye por Bolivia, Colombia, Perú y Brasil.

## Taxonomía
El género fue descrito por John Miers y publicado en On the Apocynaceae of South America 207. 1878. La especie tipo es: Temnadenia violacea (Vell.) Miers.

## Especies seleccionadas
- Temnadenia annularis Miers
- Temnadenia bicrura Miers
- Temnadenia cordata Miers
- Temnadenia corrugulata Miers
- Temnadenia franciscea Miers
- Temnadenia glaucescens Miers